# حبیب‌الله نصر
حبیب‌الله نصر سیاست‌مدار ایرانی بود، که در  دوره بیست و سوم  به‌عنوان نماینده کهکیلویه در مجلس شورای ملی حضور داشت.